# May-Be SOFT
May-Be SOFT（メイビーソフト）は、有限会社リエーヴルのアダルトゲームブランド。北海道えろげー組合加盟。

## 概要
1999年まで株式会社クラフトワークスのブランドとして発売していたが、2000年に有限会社（現・株式会社）テックアーツに移行。そして2003年にメディア倫理協会（現・コンテンツ・ソフト協同組合）の審査を受けるために、分社化された有限会社リエーヴルのブランドに移行する（当時テックアーツはコンピュータソフトウェア倫理機構の審査を受けていた）。

## 作品一覧

### May-Be SOFT（メイビーソフト）
- 1993年8月20日 Poison Needle
- 1993年9月10日 Sonic Linker
- 1993年12月10日 ツモっきー
- 1994年3月30日 Marion
- 1994年9月14日 誘惑の吐息
- 1994年11月30日 FILE
- 1995年3月30日 Ce'st La Vie (セラヴィ)
- 1995年7月12日 イッパツJANG!
- 1995年8月11日 霧島診療室の午後
- 1995年11月30日 Coming Heart
- 1996年2月29日 エスケイプ!
- 1996年7月24日 慾 ～むさぼり～
- 1996年9月20日 Blind Games
- 1996年12月6日 HIGHスク～ルDAYS
- 1997年7月25日 や・く・そ・く
- 1998年1月23日 ぎりぎりパラダイス
- 1998年7月10日 UP!
- 1998年11月6日 おきらくHEAVEN
- 1999年5月21日 さくら日和
- 1999年8月27日 僕は子羊?!
- 1999年11月26日 H研究会

#### テックアーツ移行後
- 2000年5月26日 エスケイプPlus（『エスケイプ!』のリメイク作品）
- 2000年10月27日 Sixty-Nine
- 2001年5月11日 -スガタ-
- 2001年7月27日 Sixty Nine DVD
- 2002年1月18日 えらぶる ～えらぶ+らぶ×ダブルで～
- 2002年7月19日 Cage ～囚われの記録～

#### リエーヴル移行後
- 2003年3月28日 Grope 〜闇の中の小鳥たち〜
- 2003年7月18日 -スガタ- 完全版（『-スガタ-』にキャラクターを追加したリメイク作品）
- 2003年11月21日 淫乳女子校生・凌辱指導要領
- 2004年3月29日 へんし〜ん!
- 2004年10月22日 Sixty NineDVD メディ倫版
- 2004年10月22日 Sixty-Nine2
- 2005年3月18日 へんし〜ん! 2
- 2005年11月25日 モノごころ、モノむすめ。
- 2006年1月27日 淫乳女子校生・凌辱指導要領 Theアニメ
- 2006年1月27日 へんし～ん! Theアニメ
- 2006年7月21日 メイドさんと大きな剣
- 2007年2月9日 －スガタ－ 完全版 The アニメ
- 2007年4月20日 遊撃警艦パトベセル 〜こちら首都圏上空青空署〜
- 2008年3月21日 学園☆新選組! 〜乙女ゴコロと局中法度〜
- 2009年1月30日 ぱいタッチ!
- 2009年5月22日 へんし～ん!2 The アニメ
- 2011年5月20日 へんし〜ん!!! 〜パンツになってクンクンペロペロ〜
- 2012年10月26日 へんし～ん!(Android)
- 2014年7月25日 ちぇ〜んじ! 〜あの娘になってクンクンペロペロ〜

### Dixie
- 1994年2月10日 RONA 〜地母神の審判〜

### FLAT
- 1992年11月 キャミソール
- 1993年5月14日 ノルティア

### MBS TRUSE (MBS TRUTH)
- 1997年2月20日 歪み
- 1997年5月23日 脳力者
- 1997年10月9日 DOOP(ドォープ)
- 1998年4月30日 化粧桜 ～けしょうざくら～
- 1998年8月28日 檻
- 1998年11月27日 Radical
- 1999年2月26日 召喚者
- 1999年5月28日 華の滴
- 1999年9月24日 天使の罠

## スタッフ
- 原画
  - 望月望
  - まめ
  - 佐野俊英(さぬ)
  - あかざ - 『へんし〜ん!』以降の全作品の原画を手がけている
- シナリオ
  - 箒星
  - 日高真一

## 備考
- メディア倫理協会の審査に変更して以降、「ナチュラルモザイク」という無駄なモザイクを排除したり、それぞれ猥語を含むテキストから伏字を、音声からP音を完全に排除するなど、当時のソフ倫審査では実現できなかったHシーンの充実を他社に先駆けて実現した。
- リエーヴル移行後の数作品でアニメーションを追加した作品を発売している。タイトルの語尾に「The アニメ」と付けられている。現在は「G.J?」、「MBS TRUTH」のゲームでも発売されている。